# ماثيو غولدستاين
ماثيو غولدستاين (بالإنجليزية: Matthew Goldstein)‏ هو مدرس أمريكي، ولد في 10 نوفمبر 1941.

## وصلات خارجية
- ماثيو غولدستاين على موقع إن إن دي بي (الإنجليزية)